# Houria Niati
Houria Niati (sinh năm 1948 tại Khemis Miliana, Algérie) là một nghệ sĩ đương đại người Algérie sống ở London. Niati chuyên về cài đặt phương tiện truyền thông hỗn hợp chỉ trích các đại diện phương Tây của các nền văn hóa và dân tộc không phải phương Tây. Các tác phẩm sắp đặt của cô đáng chú ý có các buổi biểu diễn trực tiếp phổ biến nhất là nhạc Algeria truyền thống như Raï, như một đại diện trực quan quan trọng của quê hương và văn hóa của Niati. Salah M. Hassan nói thêm chi tiết về màn trình diễn của mình, "Cô ấy sử dụng tổng hợp, ghi âm và hiệu ứng ánh sáng đặc biệt để tạo ra một bầu không khí sân khấu và một môi trường ma thuật sôi động của âm thanh, chuyển động cơ thể và màu sắc."  Các tác phẩm sắp đặt và triển lãm cùng nhau vẽ tranh, điêu khắc, vẽ, ảnh, nhạc phim và biểu diễn.

## Đầu đời và sự nghiệp
Niati lớn lên ở Algeria do Pháp chiếm đóng, nơi có hơn một triệu người Algeria bị giết để chống lại sự chiếm đóng. Khi Niati mười hai tuổi, bà đã chứng minh chống lại chủ nghĩa thực dân Pháp bằng bức tranh graffiti chống thực dân, khiến bà phải ngồi tù. Những trải nghiệm của Niati với sự chiếm đóng của Pháp và cuộc cách mạng cuối cùng của người dân của bà đã ảnh hưởng rất lớn đến nghệ thuật của bà sau này trong cuộc sống.
Niati chuyển đến London vào cuối những năm 1970, nơi bà quan sát nghệ thuật phương Tây mô tả người Algérie, đặc biệt là phụ nữ, theo cách hư cấu và kỳ lạ. Điều này ảnh hưởng đến miêu tả của chính bà về các nền văn hóa, quốc gia và con người thời hậu thuộc địa. Bà theo học tại Trung tâm nghệ thuật Camden và Đại học nghệ thuật Croydon.

## Triển lãm chọn lọc
- 1983: Five Black Women, Trung tâm Châu Phi, Luân Đôn
- 1990: Không bị tra tấn, lần đầu tiên được trưng bày tại Bảo tàng Hội trường Cartwright [1]
- 1991: Mang nước từ Đài phun nước, lần đầu tiên được trưng bày tại Bảo tàng Harris [1]
- 2013: Houria Niati: Tìm kiếm danh tính, Hội trường Conway, London, Vương quốc Anh [5]

## Tác phẩm chọn lọc
Niati, Houria (1999). "Các cơ quan đa dạng của kinh nghiệm". Trong Lloyd, Fran (chủ biên). Nghệ thuật phụ nữ Ả Rập đương đại: Đối thoại của hiện tại . Thư viện nghệ thuật WAL Women's. ISBN 9781902770000